# Keepers of the Flock
Keepers of the Flock è un cortometraggio muto del 1913 diretto da Charles Brabin.

## Trama
Un anziano pastore è costretto a tornare a lavorare dopo che il genero ha sperperato tutta la dote di sua figlia.

## Produzione
Il film fu prodotto dalla Edison Company.

## Distribuzione
Distribuito dalla General Film Company, il film - un cortometraggio in una bobina - uscì nelle sale cinematografiche statunitensi l'8 settembre 1913. Venne distribuito nel novembre 1913 anche nel Regno Unito.